# 湖の決心
「湖の決心」（みずうみのけっしん）は山口百恵の8枚目のシングルである。1975年3月21日にCBSソニーより発売された。

## 概要
プロデューサーの酒井政利は、楽曲制作の企画の段階で「湖に小石を投げて、波紋がフワーッと広がっていくような歌を作りましょう」と提案しており、本曲はそのイメージに忠実に制作され、タイトルにも反映されている。シングルでは初めて百恵自身の「運命を信じますか…」から始まるセリフがイントロに入っている。
編曲には、作曲家でもありザ・ピーナッツ、加山雄三、ザ・タイガースなど、多くのアーティストの楽曲のアレンジを手掛けてきた森岡賢一郎が初めて起用されている。

## 受容
俳優の本木雅弘は、MBS・TBS系列で2016年10月8日に放送されたトーク番組『サワコの朝』にゲスト出演した際、同番組のコーナー「記憶の中で今もきらめく1曲」の中でこの曲を挙げ、当時10歳の小学生であった自分が初めて買ったレコードであり、内心ドキドキしながら手にしたという当時の思い出を語っている。

## 収録曲
| 全作詞: 千家和也、全作曲: 都倉俊一、全編曲: 森岡賢一郎。 |              |          |            |      |
| #                                                        | タイトル     | 作詞     | 作曲・編曲 | 時間 |
| 1.                                                       | 「湖の決心」 | 千家和也 | 都倉俊一   | 3:15 |
| 2.                                                       | 「春の奇蹟」 | 千家和也 | 都倉俊一   | 2:50 |
| 合計時間:                                                | 合計時間:    | 6:05     |            |      |

## 品番
- 1975年3月21日 - EP: SOLB 229（シングル）

## 関連シングル
- 1978年4月21日 - EP: 06SH 298（「GOLDEN SINGLE」 片面: 冬の色）
- 1989年3月21日 - 8cmCD: 10EH 3176（「Platinum Single SERIES」 C/W: 冬の色）
- 2004年5月19日 - 8cmCD: MHCL 10022（オリジナル・カラオケ、「16才のテーマ」 初回紙ジャケ仕様盤）

## 関連作品
- 湖の決心
  - 16才のテーマ
  - Best of Best 山口百恵のすべて
  - 33 SINGLES MOMOE
  - 百惠辞典
  - ベスト・セレクション Vol.1
  - GOLDEN☆BEST 山口百恵 PLAYBACK MOMOE part2
  - MOMOE PREMIUM
  - 山口百恵ベスト・コレクション VOL.1
  - Complete MOMOE PREMIUM
  - コンプリート百恵伝説
  - GOLDEN☆BEST 山口百恵 コンプリート・シングルコレクション

- 湖の決心 （ライブ音源）
  - 百恵ライブ -百恵ちゃん祭りより-
  - 伝説から神話へ -BUDOKAN…AT LAST-
  - MOMOE LIVE PREMIUM

- 春の奇蹟
  - 16才のテーマ
  - Best of Best 山口百恵のすべて
  - 百惠辞典
  - MOMOE PREMIUM
  - Complete MOMOE PREMIUM
  - コンプリート百恵伝説

## 参考資料
- 川瀬泰雄『プレイバック 制作ディレクター回想記』学研マーケティング、2011年2月。ISBN 978-4054047259。